# Saison 1 des Aventures de Sinbad
Chronologie
Saison 2
Cet article présente les vingt-deux épisodes de la première saison de la série télévisée canadienne Les Aventures de Sinbad (The Adventures of Sinbad).

## Distribution

### Acteurs principaux
- Zen Gesner : Sinbad
- George Buza (en) : Doubar
- Tim Progosh (en) : Firouz
- Oris Erhuero : Rongar
- Jacqueline Collen : Maeve

### Acteurs récurrents
- Julianne Morris (en) : Rumina
- Von Flores (en) : Tetsu
- Wayne Robson : Dim Dim

## Diffusion
- Au Canada, la première saison a été diffusée du 28 septembre 1996 au 25 mai 1997 sur le réseau Global.
- En France, la première saison a été diffusée du 22 novembre au 18 décembre 1998 sur M6.

## Épisodes

### Épisode 1:Le Retour de Sinbad
- Canada : 28 septembre 1996 et 5 octobre 1996 sur Global
- France : 22 novembre 1998 sur M6

- Gary Reineke (Le calife)
- Ian Tracey (Mustapha)
- Lawrence Bayne (Admir)
- Robin Dunne (Prince Casib)
- Juan Chioran (Turok)

### Épisode 2:Les Prisonniers
- Canada : 12 octobre 1996 sur Global
- France : 23 novembre 1998 sur M6

- Beau Peterson (Goz)

### Épisode 3:L'Île aux statues
- Canada : 19 octobre 1996 sur Global
- France : 24 novembre 1998 sur M6

- Laura Steed (La Reine)
- Rob Stewart (Vincenzo)

### Épisode 4:L'Honneur d'un samourai
- Canada : 26 octobre 1996 sur Global
- France : 25 novembre 1998 sur M6

- Dan Pawlick (Kalel)
- Ron Smerczak (Kris Kattah)
- Matthew Holdenby (Cthulu)

### Épisode 5:La Petite Sorcière
- Canada : 2 novembre 1996 sur Global
- France : 26 novembre 1998 sur M6

- Jeroen Kranenburg (Ismail)
- Robyn Scott (Bedoura)
- Emmanuelle Chriqui (Serendib)

### Épisode 6:Le Roi Firouz
- Canada : 9 novembre 1996 sur Global
- France : 27 novembre 1998 sur M6

- Graham Clarke (Belden)
- Lisa Melman (Princesse Elila)
- Ashley Brownlee (Morup)
- Ronald France (Puzz)

### Épisode 7:Le Sacrifice de Maeve
- Canada : 16 novembre 1996 sur Global
- France : 30 novembre 1998 sur M6

- Robin Smith (Sven)
- Bret Hart (Eyolf)

### Épisode 8:L'Obélisque
- Canada : 23 novembre 1996 sur Global
- France : 1er décembre 1998 sur M6

- Adrienne Pierce (Cairpra)

### Épisode 9:Au pays du diable
- Canada : 30 novembre 1996 sur Global
- France : 2 décembre 1998 sur M6

- Danny Keogh (Olokun)
- Ashley Hayden (Sudra)
- Farouk Valley-Omar (Ackram)

### Épisode 10:Le Prince fantôme
- Canada : 21 décembre 1996 sur Global
- France : 3 décembre 1998 sur M6

- Graham Weir (Swart)
- John Springett (Tiresias)
- Christopher B. Duncan (Prince Xander)

### Épisode 11:Le Village des disparitions
- Canada : 28 décembre 1996 sur Global
- France : 4 décembre 1998 sur M6

- Anthony Bishop (Traxis)
- Bianca Amato (Casendra)
- Gavin Van Den Berg (Belkor)
- Dennis O'Connor (Malaasco)
- John Stead (Le chef du village)

### Épisode 12:Les Tapis volants
- Canada : 1er février 1997 sur Global
- France : 7 décembre 1998 sur M6

- Anthony Bishop (Traxis)
- John Carson (Dinar)
- James Ryan (Bakar)
- Bart Fouche (Zabut)
- Frantz Dobrowski (Faha)
- Jack Robinson (Le roi)
- Nicholas Pretorius (Abu)

### Épisode 13:La Vengeance de Vatek
- Canada : 8 février 1997 sur Global
- France : 8 décembre 1998 sur M6

- Andre Roothman (Roi Shadbush)
- Tessa Juber (Princesse Gaia)
- Andrew Scorer (Vatek)

### Épisode 14:La Libération
- Canada : 15 février 1997 sur Global
- France : 9 décembre 1998 sur M6

- David Mellur (Belamore)
- Talia Rogers (Jial)
- Mark Dymond (Turhan)

### Épisode 15:L'Œil de Kratos
- Canada : 22 février 1997 sur Global
- France : 10 décembre 1998 sur M6

- Greg Latter (Lermon)
- Lisa Howard (Talia)
- Matthew Dylan Roberts (Gort)
- Lisa Higgs (La vierge du temple)
- Marius Weyers (Le grand prêtre)

### Épisode 16:Le Cyclope
- Canada : 2 mars 1997 sur Global
- France : 11 décembre 1998 sur M6

- Andrew MacKenzie (Le Cyclope)
- Peter Butler (Le second conseiller)
- Christo Loots (Le premier conseiller)
- Ricky Rudolph (Harun Al-Dizar)

### Épisode 17:Le Géant de Malagia
- Canada : 27 avril 1997 sur Global
- France : 14 décembre 1998 sur M6

- Sabrina Grdevich (Jullaner)
- Jeroen Kranenburg (Mahmud Al-Misri)
- Gordon Van Rooyen (Caitiff)

### Épisode 18:Le Mystificateur
- Canada : 3 mai 1997 sur Global
- France : 15 décembre 1998 sur M6

- Alex Duncan (Le mystificateur)

### Épisode 19:Le Chant des sirènes
- Canada : 9 mai 1997 sur Global
- France : 16 décembre 1998 sur M6

- David Thomas (Tallow)
- Gamiet Peterson (Maroof)
- Richard Dennison (Hackmit)
- Walter Kyle (Poséidon)

### Épisode 20:L'Île du bonheur
- Canada : 18 mai 1997 sur Global
- France : 17 décembre 1998 sur M6

- Monika Schnarre (Alana)
- Anton Stoltz (Le Pacha)
- Sivuyile Ngesi (Gédéon)

### Épisode 21:L'Œuf de Griffin
- Canada : 25 mai 1997 sur Global
- France : 18 décembre 1998 sur M6

- Tony Caprari (Scratch)
- Gina Borthwick (Tera)
- Michael Copley (Aptor)